# Ofentse Nato
Ofentse Nato (n. Mogobane, Botsuana, 1 de octubre de 1989) es un futbolista botsuano, juega como mediocampista y actualmente milita en el Atlético de Kolkata de la Superliga de India.

## Trayectoria
Comenzó su carrera profesional en su país con el Gaborone United. Después de pasar cuatro años en el club, se unió al Bidvest Wits de Sudáfrica en julio de 2012, con un acuerdo de dos años.
Luego pasó a préstamo al Mpumalanga Black Aces FC de Sudáfrica para la temporada 2013-14. En 2014 se anunció que sería cedido a la capital española, donde se unirá a los campeones españoles que defendían en un acuerdo de préstamo de dos años. Sin embargo, va a ser cedido a la filial del Atlético de Madrid en la India, el Atlético de Kolkata, por un período de un año, donde estará bajo la dirección del exentrenador del Mamelodi Sundowns, el español Antonio Habas.

## Selección nacional
Ha sido 42 veces internacional con la Selección Nacional de Botsuana donde destaca la participación en Copa Africana de Naciones 2012 y en la eliminatoria rumbo al Mundial de Brasil 2014.
También ha jugado en amistosos y contabiliza tres anotaciones.

### Goles con la selección nacional
| Gol | Fecha               | Sede                                                      | Oponente                 | Marcador | Resultado | Competencia       |
| --- | ------------------- | --------------------------------------------------------- | ------------------------ | -------- | --------- | ----------------- |
| 1.  | 9 de junio de 2012  | Estadio de la Universidad de Botsuana, Gaborone, Botsuana | Sudáfrica                | 1 - 1    | 1 – 1     | Eliminatoria 2014 |
| 2.  | 15 de junio de 2013 | Lobatse Stadium, Lobatse, Botsuana                        | República Centroafricana | 3 - 2    | 3 – 2     | Eliminatoria 2014 |
| 3.  | 5 de marzo de 2014  | Estadio Nacional de Botsuana, Gaborone, Botsuana          | Sudán del Sur            | 3 - 0    | 3 – 0     | Amistoso          |

## Clubes
| Club                | País      | Año               | PJ | Goles |
| ------------------- | --------- | ----------------- | -- | ----- |
| Gaborone United     | Botsuana  | 2008 - 2012       | -  | -     |
| Bidvest Wits        | Sudáfrica | 2012 - 2010       | 16 | 1     |
| Mpumalanga Black    | Sudáfrica | 2013 - 2014       | 25 | 1     |
| Atlético de Kolkata | India     | 2014 - Actualidad | 10 | 0     |